# Motdoen sarang
Motdoen sarang (hangeul: 못된 사랑, lett. Cattivo amore; titolo internazionale Bad Love) è una serie televisiva sudcoreana trasmessa su KBS2 dal 3 dicembre 2007 al 5 febbraio 2008.

## Trama
Kang Yong-ki, freddo e ribelle, è un artista pop che soffre ancora per il suicidio del suo primo amore, Joanne, mentre suo cognato Lee Soo-hwan è un uomo d'affari di successo. Quando Soo-hwan incontra la violoncellista Na In-jung, i due si innamorano a prima vista e iniziano una relazione clandestina, presto scoperta dalla moglie di lui. Incapace di lasciarla poiché intenzionato a diventare amministratore delegato dell'azienda di famiglia, Soo-hwan si allontana da In-jung, che dopo qualche tempo si innamora di Yong-ki. Mentre i due vivono la loro relazione, Soo-hwan ritorna per stare con In-jung.

## Personaggi
- Kang Yong-ki, interpretato da Kwon Sang-woo
- Na In-jung, interpretata da Lee Yo-won
- Lee Soo-hwan, interpretato da Kim Sung-soo
- Park Shin-young/Joanne, interpretata da Cha Ye-ryun
- Kang Joo-ran, interpretata da Kim Ga-yeon
- Kang Woo-taek, interpretato da Park Geun-hyung
- Lee Jin-sook, interpretata da Song Ok-sook
- Hwang In-soo, interpretato da Kim Chang-wan
- Park Chan-sook, interpretata da Bang Eun-hee
- Madre di Soo-hwan, interpretata da Kim Min-jung
- Padre di In-jung, interpretato da Choi Yong-min
- Madre di In-jung, interpretata da Yu Ji-in
- Yoon Sil-gang, interpretato da Choi Sung-min
- Han Jung-woo, interpretato da Jung Woo
- Lee Mi-so, interpretata da Kim Hyang-gi
- Amico di Yong-ki, interpretato da Yoon Hee-seok

## Colonna sonora
1. Erased In My Heart (가슴에서 지워요) – Kwon Sang-woo
2. Prologue Bad Love (못된 사랑) – Praha
3. My Heart is Sad (가슴이 슬퍼) – Tei
4. Even If I Cry Silently (말없이 울더라도) – Yoon Mi-rae
5. Missing is the Same as Loving (그리움도 사랑 같아서) – Seo Young-eun
6. Your Breeze (그대는 바람) – Shin Hye-sung degli Shinhwa
7. Words of My Heart (내 가슴이 하는 말) (Original Ver.) – Lee Woo-sang
8. Obsession (中毒 중독) – Just
9. Celestial Waltz (천상의 왈츠) – Red Rain
10. Words of My Heart (내 가슴이 하는 말) (Acoustic Ver.) – Two-Some
11. It's My Love (내 사랑이야) – Mac
12. Incomplete Love (Bad Love Prologue) (못된 사랑 Prologue) – Praha
13. Wound of Mind (마음의 상처) – Mihail Shumskiy
14. Erased In My Heart (가슴에서 지워요) (Accordian Solo Ver.) – Evgeniy Baskakov
15. Love of Loneliness (고독한 사랑) – Tigran Alumyan
16. A Tear Waltz (눈물의 왈츠) – Praha
17. My Heart is Sad (가슴이 슬퍼) (Orchestra Ver.) – Praha
18. Found Memory (즐거운 기억) – Praha
19. Erased In My Heart (가슴에서 지워요) (Flute Orchestra Ver.) – Igor Zolotuhin
20. Severe Love (지독한 사랑) – Mihail Shumskiy
21. Incomplete Karma (나쁜 인연) – Stanislav Malishev
22. Even If I Cry Silently (말없이 울더라도) (Guitar Ver.) – Lee Sung-ryul
23. Afraid Love (두려운 사랑) – Praha
24. A Tear of Heart (가슴속에 눈물) – Praha
25. Non Same Love (불같은 사랑) – Praha, Tigran Alumyan

## Riconoscimenti
| Anno | Premio           | Categoria                     | Ricevente     | Risultato   |
| ---- | ---------------- | ----------------------------- | ------------- | ----------- |
| 2007 | KBS Drama Awards | Top Excellence Award, Actor   | Kwon Sang-woo | Candidato/a |
| 2007 | KBS Drama Awards | Top Excellence Award, Actress | Lee Yo-won    | Candidato/a |